# Kurt Frotscher
Kurt Frotscher (* Juni 1930) ist ein deutscher Autor.
In seinen im GNN-Verlag veröffentlichten Publikationen beschäftigt sich der ehemalige  Grenztruppenoffizier und Diplomhistoriker hauptsächlich mit Darstellungen der DDR aus Sicht der SED. Dabei wird ihm vorgeworfen, die Vorfälle an der innerdeutschen Grenze zu bagatellisieren.

## Schriften
- Einer nach dem DDR-Anschluß. GNN-Verlag, 2007
- Opfer deutscher Teilung: beim Grenzschutz getötet (zusammen mit Horst Liebig). GNN-Verlag, 2005, ISBN 3-89819-198-2.
- 17. Juni 1953: der Streit um sein Wesen. GNN-Verlag, 2004
- Der 9. November – ein deutsches Geschichtsdatum. GNN-Verlag, 2003
- Die Grenzschließung 1961: im Spannungsfeld des Ost-West-Konfliktes. GNN-Verlag, 2001 (Hrsg.)
- Grenzdienst im Kalten Krieg. GNN-Verlag, 2001
- Im Namen des Volkes – Grenzer vor Gericht. GNN-Verlag, 2000
- Einer aus dem Osten: Autobiographisches in Anekdotenform. GNN-Verlag, 2000
- Aus dem Grenzeralltag. GNN-Verlag 1998